# Nikolina Džebo
Nikolina Džebo, po mężu  Elez (ur. 11 sierpnia 1995 we Vlasenicy) – bośniacka koszykarka, występująca na pozycjach silnej skrzydłowej lub środkowej, reprezentantka kraju.

## Osiągnięcia
Stan na 30 maja 2023, na podstawie, o ile nie zaznaczono inaczej.
Drużynowe
- Mistrzyni:
  - Lidze Adriatyckiej (2018, 2020)
  - Bośni i Hercegowiny (2022)[3]
  - Czarnogóry (2018, 2019)[4]
- Wicemistrzyni:
  - Lidze Adriatyckiej (2019)
  - Bośni i Hercegowiny (2014, 2021)[5][6]
- Zdobywczyni Pucharu Czarnogóry (2018–2020)[4][7]

### Indywidualne
(* – nagrody i wyróżnienia przyznane przez portal eurobasket.com)
- MVP*:
  - finałów Bośni i Hercegowiny (2022)[3]
  - Bośni i Hercegowiny (2021–2023)[6][3][8]
- Najlepsza*:
  - środkowa ligi bośniackiej (2021, 2022)[6][8]
  - defensywna zawodniczka ligi bośniackiej (2021)[6]
- Zaliczona do*:
  - I składu:
    - ligi:
      - adriatyckiej (2019)
      - bośniackiej (2014, 2021–2023)[5][6][3][8]

    - defensywnego ligi bośniackiej (2021–2023)[6][3][8]

  - II składu Ligi Adriatyckiej (2020)
  - honorable mention Ligi Adriatyckiej (2018)
- Liderka w punktach Ligi Adriatyckiej (2018)

### Reprezentacja
Seniorska
- Uczestniczka:
  - mistrzostw: 
    - świata (2022)
    - Europy:
      - 2021 – 5. miejsce
      - dywizji B (2011)

  - kwalifikacji do:
    - mistrzostw świata (2022)
    - Eurobasketu (2017, 2019, 2021, 2023)

Młodzieżowe
- Mistrzyni Europy U–20 dywizji B (2015)
- Uczestniczka mistrzostw Europy dywizji B:
  - U–20 (2014 – 5. miejsce, 2015)
  - U–18 (2010 – 16. miejsce, 2013)
  - U–16 (2008, 2009 – 6. miejsce)